# Hamas Kurda
Hamas Kurda (Hamas Islàmica, en kurd: حاماسی کوردی) és un moviment polític kurd fundat a Germian, al nord de l'Iraq, com a escissió del Moviment Islàmic del Kurdistan/Iraq, al començament del 1998, sota la direcció de Najim al-Dien Faraj (conegut com a Mullah Kerekaar) oposat a l'entesa amb la Unió Patriòtica del Kurdistan. El moviment fou il·legal i es va organitzar militarment sent actiu al Kurdistan-Sulaymaniyya. L'escissió no va afectar massa militants; va efectuar diversos atemptats amb bomba a Irbil i Sulaymaniyya. El 2001 es va unir a un altre grup islàmic de nom Tauhid que va formar Jund al-Islam (Soldats de l'Islam) que al seu torn va originar Ansar al-Islam.